# CBS De Wel
CBS De Wel is een christelijke basisschool in het Nederlands dorpje Nijeveen.

## Geschiedenis
De school werd in 1861 opgericht aan de kruising van Dorpsstraat en Nieuweweg door de Christelijke Afgescheiden Gemeente. De kerkeraad had grond aangekocht op 12 oktober 1859. De locatie was een twistpunt geweest waarbij of "aan de Dijk" op het grondgebied van de kerk, of in de Bovenboer gebouwd ging worden. Het werd tussenin. Het van W. van het Ende aangekochte perceel had een oppervlakte van 2 roeden en 60 ellen. Naast het schoolgebouw werd een woning voor de bovenmeester gebouwd. De totale bouwkosten bedroegen ƒ 836. De "meester" kreeg als salaris vrij wonen en de opbrengst van het schoolgeld van de eerste veertig kinderen aan een dubbeltje per kind per week en de helft van deze opbrengst voor het scholierenaantal boven de veertig kinderen.  In 1903 werd het eerste schoolgebouw afgebroken en op dezelfde locatie vervangen door een nieuwbouw. De bouw van deze nieuwe school kwam op ƒ 3.588.
De school werd op 4 maart 1946 door de Gereformeerde Kerk overgedragen aan de Christelijke Schoolvereniging van Nijeveen. Deze vereniging werd op 12 december 1947 ook eigenaar van de grond en het schoolgebouw. Ook in 1947 werd een kleuterschool opgestart. In het schooljaar 2010-2011 werd het 150-jarig bestaan van de school gevierd.
Het huidige schoolgebouw van de lagere school aan de Burgemeester Haitsmalaan, een paar honderd meter ten zuiden van de oorspronkelijke locatie, werd opgetrokken in 1958, een gebouw voor de kleuterschool op de nieuwe site dateert uit 1974. Die kleuterschool was al eerder op de oorspronkelijke locatie gelegen. In 1974 of 1975 werd het oude schoolgebouw dan ook afgebroken. Een verbouwing van beide gebouwen aan de Haitsmalaan vond plaats in 2001, daarna werden er intern in 2010 en 2017 verdere aanpassingen uitgevoerd.
Sinds 2017 is het een kindcentrum, waarbij stichting Tref Onderwijs het onderwijs regelt en stichting PlusKinderopvang de opvang.

## Naamgeving
De naam De Wel verwijst naar God als de Bron (de Wel) van het leven. Zo'n bron is eveneens een symbool van betrouwbaarheid en stabiliteit, een waterstroom die maar doorgaat.